# 国民革命军第五十二军
國民革命軍第五十二軍，被視為國軍十大王牌军中的主力之一。

## 沿革
國民革命軍第五十二軍從1937年於陝西咸陽成軍至1989年在臺灣臺北裁撤。

### 组建前
第2師的前身是源自於黃埔陸軍軍官學校教導團。1925年春，教導第一團在第一次東征淡水、棉湖、興寧之後，與教導第二團合編而成黨軍第一旅（旅長何應欽）。1925年7月3日，广州国民政府成立军事委员会，决定取消地方军名目，一律改称国民革命军。1925年8月，黨軍第一旅與教導第三團擴編為國民革命軍陸軍第一師（師長何應欽）。1926年5月第一師在廣東潮安與粵軍第十四師（師長馮軼裴）互換兩個團：
- 第1师第1團與第14師第40團對調。1928年10月原黄埔教导第一团编为第2师第4旅第7团。從教導第一團至第二師成立初期，這隻部隊曾經參與了東征、北伐、中原大戰、豫鄂皖大別山區進攻紅軍根據地作戰。[1]1939年10月改为第2师第4团。1952年10月改编为第33师第97团。1976年第33师改称第333师。如今教导第1团的种子仍旧存在于第298旅（由第333师998旅改称）之中。历任团长为王柏龄、沈应时、金佛庄、邓振铨、黄杰、侯克圣、杨少初、赵公武、廖慷、司徒洛、刘玉章、雷克文、罗怒涛、李运成、郭永、张燦光、贾乃隆（截止到1960年）。
- 第1师第3团與第14師第41團對調。黄埔军校教导第3团1925年8月编为第1师第3团，1926年6月改称第14师第41团，1928年7月改编为第2师第4旅第8团。1932年8月15日与红四方面军悟仙山激战后撤编。历任团长为钱大钧、王禄丰、楼景越、赵强华、陈应龙。

1927年9月，第3、14、21师合并为第九军。1928年7月25日，根据编遣会议决议，第九军于安徽蚌埠缩编为3旅6团制的第2师（17862人）：
- 師長顧祝同，副师长李明扬，参谋长邹文华、赵启騄（是顾祝同的南京陆师学堂同学，又是儿女亲家）
- 第四旅:为第14师40、41团改编，旅长黄国梁、楼景樾
  - 第七团团长侯克圣
  - 第八团团长赵强华
- 第五旅：为第3师7、8团改编。旅长思宗、黄杰
  - 第九团团长王敬久
  - 第十团团长蔡炳炎、郑洞国
- 第六旅：为第21师60、61团改编。旅长李明扬（兼）
  - 第十一团团长徐图远、柏天民
  - 第十二团团长龙霁生、冯剑飞

第2师分驻宿县、蒙城、阜阳整训。1929年3月蒋桂战争爆发，第2师作为先头部队进占武汉。1929年6月，第6旅与第3师第9旅（旅长柏天民）互换番号。1929年9月在汉口裁撤第5旅旅部，师改两旅六团：
- 师长顾祝同，副师长黄杰，参谋长赵启騄
- 第四旅旅长楼景樾、王敬久
  - 第七团团长侯克圣
  - 第八团团长赵强华、陈应龙
  - 第九团团长王敬久、刘启雄
- 第六旅旅长柏天民（黄埔一期）
  - 第十团团长郑洞国
  - 第十一团团长王仲廉
  - 第十二团团长李靖难
- 独立旅旅长李伯华
  - 第一团团长陈克逊
  - 第二团团长×××
  - 第三团团长裴正鑫

1929年10月15日，师长顾祝同升任第一军军长兼第2师师长职。蒋冯战争爆发第2师战于临汝。1929年11月开赴南京，卫戍首都。1929年12月沿津浦线追击石友三部。1930年5月中原大战爆发。第2师先后战于砀山、民权。1930年8月，陇海路形势逆转，第2师奉命后撤，于野鸡岗遭到西北军孙良诚部突袭，损失惨重。继又在民权遭晋军突袭，被迫撤守商丘。第4旅第8团团长赵强华因失民权而被军法处决。1930年9月，第2师配合友军切断平汉路，包围新郑之西北军第7军。东北军入关参战后，第2师进占新郑，移防潼关。1930年12月入甘肃。1931年1月，第10师29旅改编为第2师独立旅，师改三旅九团。1931年4月，第2师移防河南焦作。1931年5月4日，师长顾祝同升任国民政府警卫军军长，参军处参军上官云相接任师长。
- 师长上官云相，副师长楼景樾（代）
- 第四旅旅长楼景樾
  - 第七团团长×××
  - 第八团团长陈应龙
  - 第九团团长刘启雄
- 第六旅旅长柏天民
  - 第十团团长郑洞国
  - 第十一团团长王仲廉
  - 第十二团团长钟松
- 独立旅旅长李伯华
  - 第一团团长陈克逊
  - 第二团团长×××
  - 第三团团长裴正鑫

1931年6月7日，上官云相升任第九军军长，由第2师副师长楼景樾（黄埔一期）升师长。
- 师长楼景樾，副师长张诚
- 第四旅旅长王敬久、王仲廉
  - 第七团团长杨少初
  - 第八团团长胡世贤
  - 第九团团长刘启雄
- 第六旅旅长柏天民
  - 第十团团长郑洞国、何大熙
  - 第十一团团长王仲廉、周良
  - 第十二团团长钟松、黄翰英
- 独立旅旅长李伯华
  - 第一团团长何文鼎
  - 第二团团长×××
  - 第三团团长王光汉

1931年7月，第2师开赴平汉路北段配合东北军夹击石友三第13路军。1931年8月，开赴河南信阳、潢川围剿红四方面军。1931年12月26日，楼景樾调任警卫军第1师师长（未到任），调第4师副师长汤恩伯升任第2师师长。
- 师长汤恩伯，副师长韩德勤，参谋长李伯华
- 第四旅旅长王仲廉
  - 第七团团长杨少初
  - 第八团团长胡世贤
  - 第九团团长刘启雄
- 第六旅旅长柏天民
  - 第十团团长何大熙
  - 第十一团团长周良
  - 第十二团团长黄翰英
- 独立旅旅长郑洞国
  - 第一团团长何文鼎
  - 第二团团长×××
  - 第三团团长王光汉

1932年1月，红军邝继勋部向江家集以西地区发起进攻。第2师新任师长汤恩伯命所属第4旅、独立旅分途出击，亲率第6旅沿商潢公路跟进。未料第2师于12日在行至亚港时突遭到红军伏击，第4旅溃散后，第12团坚守阵地并掩护师部撤回潢川。1932年3月1日，汤恩伯调任第89师师长，调第1师第2旅旅长黄杰（黄埔一期）升任师长。同时第2师因损失过重调整建制，由三旅九团制（1931年1月增编一个三团制独立旅）缩编为三旅六团制，独立旅改称第5旅，所属第3团调归第80师，师改三旅六团。
- 师长黄杰，副师长柏天民，参谋长李伯华
- 第四旅旅长王仲廉
  - 第七团团长杨少初、赵公武
  - 第八团团长何大熙、李忠
- 第五旅旅长郑洞国
  - 第九团团长刘启雄
  - 第十团团长李忠
- 第六旅旅长柏天民（兼）、何大熙
  - 第十一团团长周良
  - 第十二团团长黄翰英

1932年6月，第2师开赴鄂豫皖苏区参与对红军的第四次围剿。1932年8月15日与红四方面军一部激战，第2师第5旅居中向悟仙山、第6旅右向古风岭、第3师第9旅居左向悟仙山北麓同时发起进攻。担负主攻任务的第5旅因遭到红军五个师的反攻逐渐不支，师长黄杰急调第6旅11团赶赴倒水河以西构筑二线防御工事。结果第5旅不支溃散，第9团团长刘启雄负伤，奉命增援第5旅的第4旅第8团和赶筑二线工事的第11团也随即溃散，第11团团长周良阵亡。第2师损失过重而调整建制，第4旅尚未惨重，旅部裁撤，第8团裁撤，第7团改为第2师独立团；第5旅旅部改称第4旅旅部（郑洞国由第5旅旅长改任第4旅旅长），第9团和第10团分别改称第7团和第8团，第2师改为两旅五团制。
- 师长黄杰，副师长柏天民、惠济，参谋长李伯华、陈明仁、范汉杰、司可庄
- 第四旅旅长郑洞国
  - 第七团团长廖慷
  - 第八团团长李忠
- 第六旅旅长罗奇
  - 第十一团团长邓仕富
  - 第十二团团长黄翰英、钟祖荫
- 独立团团长赵公武

1932年9月进占河口。1932年10月，第2师以主力驻潼关整补，第4旅驻于洛阳。1933年3至5月参加长城抗战。1934年3月，第2师以第4旅编入剿匪军第1支队，由副师长惠济率领南下江西围剿红军。1934年10月，第2师以第4旅第7团（原5旅9团）扩编为补充旅，另扩编骑兵团(团长叶剑雄)，第2师独立团（原第4旅第7团）改为第4旅第7团。第2师补充旅实为位于保定的军政部陆军编练处（主任钱大钧）补充第2旅，钟松任少将旅长（副旅长钟焕全，参谋主任李炳藻，第1团团长杨文瑔，第2团兼团长邓钟梅，第3团团长李杰），系军政部为编练新式陆军师所成立的试验性部队；除所辖三个步兵团外，还直辖有高射炮营、炮兵营、工兵营、通信营、辎重营、特务连、战防炮连、骑兵连、步兵榴弹炮、卫生连连各一；1934年10月进驻北平黄寺，为保密期间，对外宣称为第2师补充旅。1935年1月，第4旅归建。1935年6月因中日双方签定《何梅协定》而撤出北平，改驻徐州、蚌埠。1935年7月按调整师编制改组（第一期），并逐步装备德械。1936年3月26日，黄杰调任税警总团总团长，由副师长郑洞国（黄埔一期、中央官校高教一期）代理师长。
- 师长郑洞国（代），副师长黄祖勋，参谋长司可庄
- 第四旅旅长廖慷、赵公武
  - 第七团团长司徒洛
  - 第八团团长刘平
- 第六旅旅长罗奇
  - 第十一团团长吴啸亚
  - 第十二团团长钟祖荫
- 补充旅旅长钟松
  - 第一团团长杨文瑔
  - 第二团团长邓钟梅
- 骑兵团团长叶剑雄

1936年8月13日完成改组，同时补充旅改编为独立第20旅脱离建制。1936年12月西安事变发生，第2师集结于潼关，准备攻击西安。1937年1月事变解决后回驻徐州。1937年5月12日，代师长郑洞国真除师长。
- 师长郑洞国，副师长黄祖勋、赵振起，参谋长司可庄、舒适存
- 第四旅旅长赵公武、钟祖荫
  - 第七团团长司徒洛、刘玉章
  - 第八团团长刘平
- 第六旅旅长邓仕富
  - 第十一团团长吴啸亚、陈林达
  - 第十二团团长钟祖荫、温达初、汪波
- 骑兵团团长叶剑雄

1937年8月第2师开赴平汉线北段之满城、保定、新安镇修筑工事。9月同日军战于保定，继而撤守邢台。11月入林县山区开展游击。1938年3月第2师参加徐州会战，先后在利国驿、枣庄、峄县、兰陵作战。1938年5月撤往归德整补，同时骑兵团建制撤消。1938年7月4日，郑洞国调升第31集团军高参兼第98军副军长，调第40师副师长赵公武（黄埔潮州分校一期，中央官校高教四期、陆大将官甲一期）升任师长。
- 师长赵公武，副师长赵振起，参谋长舒适存
- 第四旅，旅长钟祖荫
  - 第七团团长刘玉章、雷克文
  - 第八团团长刘平、朱炳南
- 第六旅旅长邓仕富
  - 第十一团团长陈林达
  - 第十二团团长汪波

1938年8月，第2师参加武汉会战，于江西瑞昌东北地区作战20余日，以损失过重而撤往湖南醴陵，接受安徽保安部队之兵源补充。1938年11月开赴新墙河南岸据守。1939年9月，第2师开赴永安休整。1939年10月于金井缩编为三团制师。
- 师长赵公武，副师长赵振起、刘玉章，参谋长黄翰英、廖传枢，步兵指挥官刘玉章
- 第四团团长雷克文
- 第五团团长朱炳南
- 第六团团长陈林达

1942年7月序列： 
- 师长刘玉章，副师长陈林达、李正谊、胡晋生、平尔鸣，参谋长廖传枢、张孝传、成明智
- 第四团团长罗怒涛、李运成
- 第五团（1943年2月与第一九五师第五八三团互换番号）团长谢代蒸、胡晋生、张闻声、张晴光
- 第六团（1943年2月与第二十五师第七十五团互换番号）团长陈林达、廖传枢、平尔鸣、李有洪

1943年2月，第2师第5、第6两团与第25师75团、第195师583团对换番号。1947年12月序列：
- 师长平尔鸣，副师长李运成、黄建镛、尹先甲，参谋长杨敬斌
- 第四团团长郭永
- 第五团团长张晴光
- 第六团团长李有洪、侯程达

1948年11月第5团留驻营口之部队为东北野战军歼灭。第2师以第5团建制不全，而将官兵分补第4、第6两团，另以第52军人力团改编为第5团。1948年12月序列：
- 师长郭永，副师长张文博、刘汉卿，参谋长杨敬斌、张晴光、卓异（代）
- 第四团团长张灿光
- 第五团（第五十二军人力团改编）团长刘汉卿、江春晓
- 第六团团长张闻声

1949年10月序列：
- 师长侯程达，副师长刘汉卿、何志浩，参谋长刘孝声
- 第四团团长张灿光
- 第五团团长江春晓
- 第六团团长孟宪庭

第25師前身是成立於1929年的黃埔陸軍軍官學校軍官教育團，同年6月，軍官教育團改番號為教導第二師（師長張治中）第二旅，1931年1月教導第二師改為第四師，師長徐庭瑤，第二旅新番號為第十一旅。1932年3月，第十一旅改制為第四師獨立旅（旅長關麟徵），1933年1月，獨立旅在攻克紅軍安徽金家寨基地後，於安徽蚌埠擴編為國民革命軍陸軍第二十五師，師長關麟徵。
1933年3月日軍侵犯熱河承德，第二十五師急調長城古北口防禦，第二師（師長黃杰）也調至河北密雲支援，參加長城戰役，此時，這兩師與第八十三師（師長劉戡）短暫組成為國民革命軍第十七軍，軍長徐庭瑤。
長城抗战第十七軍官兵陣亡逾萬人。之後第十七軍建制撤消，1935年2月第二師補充旅參加了川北截擊紅軍，而1936年3月第二十五師在山西與紅軍作戰，4月3日在三交鎮擊斃紅軍將領劉志丹（紅軍方面資料稱死因不明）。在關麟徵帶領下，第二十五師在山西造成紅軍很大困擾，善於運動戰的表現，也贏得「千里駒」的美名。

### 抗战时期
1937年7月七七事變後，第五十二軍於咸陽編成，旋移防河北保定隸屬第一戰區：
- 軍長關麟徵[6]
- 第二師，師長鄭洞國
- 第二十五師，師長張耀明

該軍組成後，參加平漢鐵路北段作戰。1938年，該軍轉進至魯南，參加徐州會戰，在台兒莊戰役中表現出色，頗受好評(關麟徵軍長因功晉升中將，第二十五師師長張耀明記大功一次，第二師和第二十五師各發獎金一萬元)。同年7月參加武漢會戰外圍的江西瑞昌戰鬥，1938年9月，關麟徵升任第三十二軍團軍團長。張耀明繼任軍長，趙公武任副軍長。1938年10月，第一九五師（師長梁愷，由河南省4个保安團編成）加入第五十二軍建制。
1938年11月，第五十二軍在接下來的中國抗日戰爭中，隸屬第九戰區，守衛湘北新墻河防線，與日軍隔河對峙達九個月久，接著在1939年9月參加了第一次長沙會戰等戰役。1940年秋天，日軍進駐法屬越南後，第52军驻广西田东附近整训待命，时缺第25师；荣誉第2师于文山整训待命。1943年，第52军陆续接防文山地区的马关、麻栗坡、富宁、西畴的原第五十四军、第八军防区。军部从广西田东移驻广南，后移驻文山。
- 军长张耀明/赵公武
- 副军长梁恺
- 参谋长吴丽川
- 第2师师长赵公武/刘玉章，副师长郑明新，参谋长黄翰英。师部先驻防广南县八宝镇，后移驻西畴县兴街镇，各团轮流接替麻栗坡方向的防务
- 第25师师长张汉初/姚国俊，副师长邓仕岗，参谋长刘仕懋。师部驻防文山附近，1943年调防广南
- 第195师师长覃异之，副师长钟祖荫，参谋长韩梅村，师部初驻防广南，后移驻西畴县兴街镇，各团轮流接替麻栗坡、马关、西畴方向防务，镇守滇南，控制滇越公路。1943年3月，第52军第195师少将副师长陈林达被选入遵义陆军大学将官班学习，1944年4月，陈林达毕业后回到文山，就任第52军第195师少将师长。

在國軍接受美援後，第五十二軍成為半美械部隊〔三個師裝備一個美式輕裝步兵師的武器配備，師炮兵營配備七五山炮，非美式制式的105榴炮，且僅有第二師有師山炮營，共12門山炮；並混用國產武器〕。雖然第五十二軍從此是半美械部隊，但和全美械部隊差異很大，劉玉章在國共內戰東北戰場初期北寧路戰役時，看到石覺統帥的國民革命軍第十三軍，就發現第五十二軍的「裝備與軍容，均不如友軍遠甚」。
1945年2月，副军长兼第195师师长郑明新辞去师长兼职，第2师副师长陈林达升任第195师师长。

### 第二次国共内战
抗戰勝利後，由滇东南的文山地区駐地徒步经麻栗坡县出国境，进入越南北部，軍部與第二師駐海防，第二十五師駐海陽，第一九五師駐建軍，接受日軍投降。1945年9月底该军全部集结于海防附近。當時海防港掃雷工作尚未完成，運輸艦不能進港，只能停泊於海防以南的塗山近海，在該處開設臨時碼頭，以艦上小艇往返駁運部队登舰，因而騾馬無法裝載，致在滇南三、四年間积攒的騾馬全部留交雲南部隊。1945年10月30日和11月3日分两批從海防由美舰艇运输至秦皇島登陆。11月13日在秦皇岛集结完毕。第25師加入山海关战斗，由山海關以北小道向右迂迴時，第75團團長吳震行動遲緩，貽誤戎機，受撤職處分。
1945年11月16日该军除以第195师留守秦皇岛山海关，第五團為軍預備隊，第2师和第25师出山海关，沿北寧鐵路与第十三军轮番进攻，占绥中、兴城、锦西等县。刘玉章回忆：“在前進路上，曾與第十三軍相遇，我軍裝備與軍容，甚為遜色，同屬國軍，何竟如此。尤以當時最為急迫者，厥為冬服，尚未得換發。”在綏中时获悉共军盘踞興城，军长命第25師正面推进攻擊、第2師（欠第5團）從興城以西地區，右側背迂迴包圍然後與第25師前後夾擊捕捉殲滅。第2師由興城西方山地小道秘匿繞行二百餘華里於第二日黃昏前到達興城側背的舊門附近隱蔽集結，刘玉章侦悉興城共军正在撤退，遂獨斷專行，越點像錦西迂迴攻擊，於11月21日凌晨四時抵錦西西方之下炸山高地，前衞團佔領三義廟附近要地，瞰制錦西，遮斷向錦州之退路，毙旅長一名，生俘五百及騾馬槍砲車輛甚多，该师僅傷亡47人。第2师随卽派部隊向高橋、塔山追擊，並以特務連佔領通往葫蘆島半岛之瓶頸部，以防該島共軍逃逸。 11月22日，杜聿明在葫蘆島海港大樓，集合第十三、五十二兩軍幹部，檢討出關以來的戰役得失，評定五個師的戰績，以第二師在一日之間奪取三城為第一而居首功。会上，杜聿明決定進攻錦州，以第五十二軍（欠第195师）為右攻擊兵團，第十三軍為左攻擊兵團。11月26日第52军入锦州，是国军进入东北最早的一个军，打出了名气。第2師沿海岸前進，未經重要戰鬪，卽越過錦州，未進入市區。即辽西作战。12月23日第2师攻占北镇，12月24日占黑山。随后第2师各團分向白厂门、八道壕、四堡子等地攻擊掃蕩。1945年12月25日第2师集結於北鎮以北之中安堡地區，旋以汽車輸送至錦州以西的女兒河、大漥屯（今太和区女儿河街道大洼村）一帶待命，準備在停战令生效前强行接收熱河。1946年1月2日第2师提前由錦州出發，以包圍態勢，分三路向朝陽急進，於四日五時許進至朝陽郊區，展開了拂曉攻擊，戰鬪約二小時，守军向西北逃走。第2师繼續西進，依次克凌源、葉柏壽等地，擬於1月9日晚到平泉。前衞第五團主力進至距平泉約二十華里之三家子村口時，遭共军第22旅伏擊，直逼至團指揮所附近，團長胡晉生親自指揮特務排奮力抗擊，第三營代營長周隆松及特務排長陣亡，團高槍連之高槍六挺損失殆盡。第四團迅速向該村東南側高地展開衝擊，擊潰共军。1月9日晚，第2师忽接軍長命令：卽派汽車團輸送本師回錦州。1946年1月10日第25师横跨辽河下游直占营口。1月12日，第25师留第73团1个加强营守营口（13日当夜被辽东二纵全歼守军1,759人），师主力直取沈阳铁西区，驻沈阳的苏军允许下，于1月15日进占铁西区。軍部驻新民县城。第2师分駐皇姑屯、馬三家子、巨流河、興隆店間地區，待命接收沈阳。第五十二军原执行北寧鐵路护路任务的第195师，协同第十三军由女儿河出动西攻朝阳、凌源，1946年1月13日攻至平泉。因停战协定生效，未及开始进攻承德，即留驻平泉守备，后未再归还五十二军的建制，成为东北保安司令长官部直属部队。
1946年2月16日，全美械的第十三军第89师第266团和第265团一个营及师属山炮连和汽车连，在秀水河子被东北民主联军主力包圍。第2師奉命派出駐興隆店的第6團，就近前出解围。2月17日拂曉第6团出擊，十小時前進了約九十餘華里將接近秀水河子時，东北民主联军約二團兵力企圖「圍點打援」包圍第6團未成。此即秀水河子战斗。 
1946年3月，第五十二军的3个师共30,878人，其中第2师刘玉璋、第25师刘世懋驻沈阳铁西区，第一九五师陈林达驻凌源直属于东北保安司令长官部。
1946年3月13日，苏军开始撤出东北，五十二军军部率第25师进入沈阳主城区，第2師由興隆店移駐瀋陽北郊。
5月辽东军区发动鞍海战役，东北民主联军第四纵队攻陷鞍山，第五十二军抽调第75团、第583团及第4团第一营，共两团一营兵力，协力从吉长之战南调的新一军收复鞍山，第4团第一营营长陈海山阵亡。旋奉命接收辽阳鞍山防务，调整各部队部署：
- 军部驻辽阳；
- 第2师师部及第6团驻鞍山，第5团驻辽阳，第4团驻大安平，一营分驻亮甲山（今辽阳县河栏乡亮甲村）；
- 第25师驻本溪桥头一带；
- 第195师驻抚顺营盘镇，归东北保安司令长官部直接指挥。

1946年10月21日開始安东会战，该军为中央攻击兵团，沿安渖路南下：
- 第2师（欠第5团）为右纵队，由大安平、亮甲山（位于河栏镇以北），进出河栏沟与甜水站，以全力在摩天岭（本溪县与辽阳县交界处的连山关至鞍山公路的越岭段，守军为第四纵队第12师第36团一营）血戰，打開進軍安東的門戶。然后与中央纵队会攻连山关。接著第2師得到情報，知道安東市空虛，大膽長驅直入，取下鳳凰城、安東，直抵鴨綠江北岸。[10]
- 第2师第5团与第25师第75团为中央纵队，由第75团团长赵振戈（军长赵公武的胞弟）统一指挥，由桥头南攻下马塘，攻占连山关后归还第25师建制。
- 第25师（欠第75团）为左纵队，攻击小市、碱厂、赛马、宽甸路线。1946年11月2日结束的新开岭战役，第25師被東北民主联军第四纵队全殲，師長李正誼等三千餘人被俘，兩千餘人陣亡，戰後第二十五師第七十五團第一營營長梁鳳彩在草河口收容突圍官兵，五天後收容兩千五百餘人。重建第25师，师长胡。[11]

1946年11月2日第195师进占了通化。辽东军区的四保临江战斗总结对第195师评价很高： 

敌一九五师特点：在形势顺利时，一般习惯长驱直入，大胆迂回。如四平战役后，初一阶段之表现伸缩性大，狡猾异常。如抓我空隙即钻，见形势不利即逃，故去年半年与我对峙时间很长，并未受到很大损失。遇虚则攻，遇强则守，在我总的反击下，取防守之势，以攻为守，积极加强小部队活动。为驱逐我军，不使接近其驻地，力争主动，免遭围困和在据点同时挨打的形势。在龙头战斗中，趁我空隙强攻头道崴子，见我攻击即早逃走。又如在二、三道江抽水洞一带只有2个营守备，尚余一部经青沟子向我阵地进攻。工事构筑，侦察警戒极重视，射击纪律甚严，不易对其进行奇袭与偷袭动作，同时侦察化装技术好，伪装欺诈诱俘动作强。如在铁厂子化装农民牵着牛、拉爬犁、欺骗麻痹我，突袭我便衣。溃逃时将酒肉丢失，待我便衣食取时，伏击之，依赖炮火性大，对我炮火甚惧。敌之中下级军官军事常识较丰富，执行命令坚决，也表现呆板机械。如小荒沟战斗中敌1个班遭我炮火袭击，不敢撤走；抽水洞战斗中其排长带1个班处于孤军待毙形势下，仍不退，故遭受坐袭待歼；敌对我之战斗检讨极为重视，如在通化召开军事战斗讨论会，对战斗中缴获我之战术文件研究即足以证明。

通化守备战斗，四纵的4个团围攻通化，195师守了5天，结果四纵伤亡过大攻不动只能撤围。
1947年5月東北保安司令长官部決定縮小防線，棄守安東地区、通化地区。第2师铁路运输到四平，接防北上的第七十一军守備任務並指揮該軍留置部隊及兩個保安團。旋即一周后第七十一军回访，第2师奉命调沈阳，补入新兵5,000余人，开往本溪驻扎整补，与辽东共军在本溪桥头对峙。第五十二軍回到瀋陽附近整補，担任沈阳至营口沿线守备。军主力未出沈阳以北一步（仅第195师参加过四平街解围战斗、八面城战斗，第2师曾短期守四平旋即交防于第七十一军）。
1947年7月20日前後，亮甲山、大安平一帶的保安隊被迫向遼陽敗退，第2师率第5團於23日車運遼陽，与本溪第6團从26日開始向南掃蕩，收復湯河沿、亮甲山兩地，防務仍交保安團後，第2师移駐遼陽。
陈诚接管東北大權后，“集合第五十二軍訓話時，竟痛加斥責，直指第五十二軍是東北地區最壞的部隊。無紀律，乏戰績，因此人心惶惑，士氣頗受影響”。時軍長赵公武已請病假離部，由副軍長梁愷代理。1947年10月中旬调来覃异之（抗战期间任第25师师长、第五十二军副军长）接任赵公武的军长职位，这让第二师师长刘玉章不满。陈林达麾下195师因在东北秋季攻势作战中表现卓著，尤其是彰武之战，大胆突袭，缴获无算，获颁四等宝鼎勋章。国军统计东北战绩：新22师第一，195师第二。1947年11月7日，第195師正式脫離第五十二軍建制，擴編為新五軍，第195師师长陈林达晋升新五军军长。第五十二军军长梁恺升任第一兵团副司令官。新任军长覃异之兼第八兵团副司令，副军长刘玉章、郑明新，第2师师长刘玉章兼，第25师师长胡晋生兼，驻营口的伪满军改编的暂编第58师师长王家善。刘玉章1942年升任第2师师长时陈林达是第2师副师长。两人同为黄埔四期。
1947年11月末，第五十二軍奉命南下收復海城、大石橋，以打通遼南走廊解除營口孤懸。11月30日下午第2师攻克海城，復繼續向南攻佔大石橋，並分兵掃蕩，接應營口守軍東進而會師。此战后，刘玉章向陈诚提请放长假离职，陈诚不允並告以升任第五十二軍副軍長兼第二師師長。刘玉章又提出要去南京中央干训团受训，陈诚无奈，只得放行。這時去關內的铁路交通已經受阻，刘玉章乘飛機到北平，續飛南京入團報到，中訓團教育長是刘玉章的老上司黃達雲將軍。受訓未及二週，东北民主联军发动了冬季攻势，陈诚長官及覃异之軍長均以十萬火急電兩次催刘玉章返部指挥战斗，刘玉章去留遲遲難決暫未置理。中訓團以前方連電催返而刘玉章迄未應命，團方難辭責任，刘玉章即行離團，并晉謁蒋介石汇报了陈诚痛斥第五十二军的经过，表示绝不在陈诚麾下效力，除此之外校长但有差遣，万死莫辞。 1948年2月，陈诚离开东北，卫立煌接任。新开岭战役后重建後的第25師（欠第73團）在1948年2月鞍山战役遭东北野战军第四、第六縱隊與南滿獨立第一師合圍，激戰14日之後全師覆沒，師長胡晉生被俘。相較於第二十五師，同時期在劉玉章率領下的第二師，兵隨將轉，是東北野戰軍的好敵手。但是從1947年冬開始，第五十二軍的前後兩任軍長梁愷、覃異之領導無方，外加部隊遭分割使用，除了第二十五師主力守衛鞍山遭滅之外，暫編第五十四師守遼陽，暫編第五十八師（師長王家善）守營口，軍部與第二師在瀋陽，各自孤立的下場是分被別東北野戰軍擊破，而第二師鞭長莫及無法救援。覃异之请辞第五十二军军长职并于1948年4月赴南京开国民大会，1948年3月卫立煌以刘玉章升任军长，刘玉章遂重返东北。並以第七十三團為基礎再次重建第二十五師。第2師第5團團長張聞聲，前在第25師團長任內當該師鞍山失利師長胡晉生被俘之時，張脫離部隊潛返瀋陽，刘玉章降調該員為原團副團長，后復職第5团团长。
1948年3月，重建暫編第54師。该师原为伪满军改编的东北保安第十一支队。1947年陈诚东北军改时，改编为暂编第54师，师长马辙（或写作马彻，为黄埔七期、第200师战车团团长出身），驻守辽阳，隶属新组建的新编第五军建制。在东北冬季攻势中，1948年1月7日新五军在辽西新民县以东的公主屯地区被歼灭军部、第43师、第195师。1948年2月初，暂编第54师全师4,500人在辽阳守城被全歼。第五十二军重建暂编第54师时，第2师副师长黄建镛升任该师师长。军长刘玉章认为重建这支部队，兵员并不是问题，主要问题是要挑选新的各级干部，使这支部队重新具备战斗力。刘玉章决定从第2、第25师中挑选暂54师的干部，采用交叉挑选的办法。由军长和师长挑选三位团长，由师长和团长挑选三位营长，由团长和营长挑选三位连长，这样依次类推，最终选出暂五十四师的干部。这样选人有一个好处，那就是上下级的连续性，不会出现军长不认识团长，师长不认识营长这类现象。後范汉杰主持辽热冀边区，向东北剿总提出抽调几个师的干部架子到锦州重新补充新兵，原来的兵员由原所属军留下编入充实其他部队，暂54师改調正在组建的國民革命軍新編第八軍建制，於錦州城内覆滅。
1948年7月中旬，从沈阳出动廖耀湘兵團，指挥新一軍、新六軍、第五十二军南下收复辽阳。7月16日中路的第五十二军渡过太子河，未經激烈戰鬥而克復了遼陽。五十二军军部驻辽阳。为抢占秋粮，9月15日第2師第4團从辽阳出击佔領劉二堡。
在1948年9月遼瀋戰役開始時，该军坚壁清野，把农村粮食强运入城，准备长期固守。国共两方的主力均赴辽西准备决战，蒋介石飞沈阳决定集中主力由廖耀湘指挥与东北野战军辽西会战，第五十二军被划入廖兵团，五十二军第2师奉命开到新民县维护廖兵团后方。10月5日第五十二军第25师从辽阳出击，6日占领空虚的鞍山，以解決軍食問題，蓋鞍山至遼陽六、七十華里之間為豐盛的產糧地區，故於佔領鞍山後，僅留置第25師劉明奎團擔任鞍山守備，其餘各部隊均於7日晚返防遼陽。 
在锦州战役后，10月18日至24日，毛泽东4次发电报要求东北野战军派部队占领营口：“我们最担心的是沈敌从营口撤退，向华中增援……并须以一个纵队控制营口，构筑坚守阵地，阻绝海上与陆地联系，使蒋、卫不敢走营口。”杜聿明飞沈阳向蒋介石建议“以营口为后方，必要时可保辽南”方案，蒋默许。军长刘玉章抓住这个机会，亲到沈阳活动，“以营口为后方，必要时可保辽南”，推动东北剿总实施该方案。卫立煌犹豫到10月22日深夜，终于批准了该作战方案。于是第五十二軍不用再被编入廖耀湘兵團西進解錦州之圍，反而南下搶佔营口打通出海口。第一步把第2师从新民县调回归建，且知道辽南没有共军主力部队，完成任务没有困难。10月21日刘玉章召開作戰會議，決定以第25師經騰鰲堡向營口攻擊前進，本夜以駐鞍山的第七十五團在騰鰲堡亘鞍山之線廣正面佔領陣地、嚴密封鎖消息；第2師經鞍山、海城、大石橋，向營口攻擊前進；軍部及直屬部隊在第二師後跟進。22日拂曉開始行動，第2師以郭永團為前衛，郭團沿途擊破海城及大石橋之土共，於24日下午13時許到達營口；以張晴光團為左側支隊，因山地道路崎嶇復數次攻擊受阻於黃昏前方抵營口。第25師以張文博團在右，劉明奎團在左，沿途擊破牛莊共军抵抗後於同日上午九時進入營口。1948年10月21日，海军“重庆”号、“永泰”号、“永胜”号、“永康”号等4舰到营口海面用炮火支援国民革命軍第52军从东北野战军獨立第二師作戰夺取营口。随后，国军征调了葫芦岛、大沽、长山岛等地的商船和机帆船驶往营口编成运输舰队，其中有“海菲”号、“宣怀”号、“中101”号、“中108”号、“中111”号等。海军方面的报告、战史称运输船只有中字号六艘、联字号（LSI）一艘、商轮五艘撤运52军。林彪认为第五十二军将赴辽西归建廖兵团，故下令“辽南独2师已无去营口之必要。”1948年10月23日，原本驻守营口的辽南军区独立第2师奉命北上新民县参加辽西会战。10月23日拂晓，五十二军率2个师共24,000余人从辽阳、鞍山出动，24日黄昏到达营口，沿途仅在海城附近遭到共军地方武装轻微抵抗，行动未受阻滞。「徒步機動，祇花了兩天半時間，走了三百華里，到達營口」，「快動猛打」擊敗守衛解放軍，對比之下西進廖兵團，以機械化之師，外加行軍初期並無大軍阻斷，卻「每天行進竟不到二十華里」。由于军政治主任陈炳寰（营口市人）和军后方办事处长郭斌卿（刘玉章嫡系）相争营口市长不下，10月25日刘玉章派军参谋长廖传枢临时担任营口市长，由副参谋长刘朝槐代理参谋长之职。1948年10月25日，东野前指向中央军委汇报：“敌52军部队23日占海城、牛庄，昨（指24日）已占营口，我在辽南只有地方武装，辽南独2师已不能先占营口。”毛泽东当日18时回电批评：“你们事先完全不估计到敌人以营口为退路之一，在我们数电指出后，又根据52军西进的不确实消息，忽视对营口的控制，致使52军部队于24日占领营口，是一个不小的失着。”
10月26日，第2師代師長尹先甲奉命率第5、6團在田莊臺附近渡過遼河，準備進出盤山、溝幫子攻擊辽西共军主力之側背，策應廖耀湘西進兵團突围。27日该部渡河完畢，先頭搜索部隊已達盤山以南，主力亦已開始前進時，忽奉卫立煌長官十萬火急電，以西進兵團失利，命该軍連夜兼程到達蘇家屯集結待命。 
10月27日深夜1点钟，刘玉章召集平尔鸣（副军长）、李运城（第25师师长）、军参谋长廖传枢、刘朝槐（副参谋长）研究东北剿总前日下午的电令“廖兵团情况不明，着该军星夜驰援沈阳”。廖传枢提议向东北剿总电示：“盘山方面有共军大部南下，先头已抵牛庄，判断我军至鞍山附近必遭侧击，援沈无望，进退失据，不堪设想。究应如何，乞立电示。”27日凌晨4点钟，东北剿总复电：“来电悉，该军固守营口，已电总统派舰来接。”刘玉章令第二師歸建，一面先派一部向瀋陽前進，當日午夜，第二師回渡完畢，正擬放棄營口率軍北上，又奉衛長官電令，遼西匪主力，直撲瀋陽，鞍山已陷匪手，飭本軍固守營口待命，我除令向潘陽前進部隊歸建外，速令各部隊，在原地加緊備戰，另由二十五師派一個營，據守營口北之石橋子「據點」前進陣地。刘玉章立即派师长李运城乘吉普车去把部队追回。先头部队刘明奎团已抵海城附近，10月28日中午才回到营口，继续修筑工事。10月27日，东北野战军第九纵队接到东北野战军总部急电，要求九纵火速南下赶往营口，断敌退路。九纵部队昼夜兼程日行80公里，先头部队甚至强行军日行100公里以上。10月28日和10月29日两天，营口平安无战事，五十二军频频向沈阳和葫芦岛催问船只。
10月30日午后，九纵先头部队抵达营口北约30里，随即与五十二军交火。刘玉章为尽可能在较远处拒止共军前进，并掩护撤退企图，以5个团增援反扑，扩大缓冲区域。九纵第25师曾雍雅师长、第27师任昌辉师长向九纵首长汇报：“今天的仗打得好恶呀！敌人拼命地反击。”10月31日3时许，東北野戰軍第九縱队（司令员詹才芳）向营口发动攻势。10月31日，在葫芦岛卸空后的登陆艇和商船“渤海”号、“宣怀”号、“中101”号、“中108”号、“中111”号等到营口海口，因落潮水浅，不能驶入。桂永清乘坐“重庆”号赴营口，亲自部署指挥抢运：
- “重庆”号巡洋舰位于辽河口外，掩护舰船进出辽河，必要时炮击营口市区，掩护最后撤退部队；
- “永兴”号、“太康”号军舰驶入辽河，泊于西炮台附近掩护装运，俟殿后部队登船启运后，再逐次退出辽河；
- “联利”号、“中基”号、“中鼎”号、“中建”号4运输舰入港，协运人员、马匹及物资
- “宣怀”号及各中字轮入港载运部队
- “海菲”号、“渤海”号轮船则停在辽河口外，以待驳运
- 派兵控制港内帆船作为驳运和殿后部队撤退之需。

11月1日上午，大小几条登陆艇和一艘“宣怀”号商船靠岸太古码头。刘玉章决定当天晚上登船逃跑。但船少不敷使用，只好把汽车破坏，打死马匹，打破建制，将人员全部“塞”上船，军部集合各部副主官和必要幕僚人员，将撤退要领、船只分配、注意事项等先行下达，进行准备，待命上船。为掩护撤退，决定利用外围既设据点工事，留置约30个排哨，每哨配电话一部，在其后适当隐蔽处控置卡车一辆。排哨必须死守，非有命令不得撤退，待大部登船以后，各排哨同时撤回，利用卡车直驱码头上船。11月1日激战一天，九纵扫清了营口外围，构成围城之势。为使当晚撤退安全，当晚20点，五十二军以军部辎重团（装备火力与步兵团略等）向九纵二十五师阵地猛力反扑，冲入九纵二十五师师部所在的村落，激烈巷战。五十二军主力即乘机撤离阵地，悄悄奔向码头。夜23时各特种部队都已登船完毕，步兵部队也开始到达码头，刘玉章、廖传枢这时上了马纪壮的旗舰太康号。但时值落潮，船不能出海，须待拂晓前涨潮。后半夜，九纵的侦察分队纷纷报告城内之敌已向码头撤退，正陆续开始登船。11月2日拂晓，九纵在浓雾笼罩下攻城，九纵25师仅用30分钟攻占了海关码头，拦腰截断东部守军的逃路；27师迅速攻下了营口西炮台；26师攻入市区清扫漏网守军。九纵25师师长曾雍雅在回忆录中写：主要军官上船以后，怕船上人多压沉了船，为阻止潮水般的官兵上船，命令开火向岸上射击，抢不上船的官兵愤怒地向海面的船只开枪还击；见此情景，曾雍雅师长命令猛烈炮击撤退的船只，立即停止向岸上国军官兵射击并展开政治攻势，这导致海边数千登不了船的官兵更猛烈地向船上射击；一艘刚离岸的大火轮中炮弹冒出几股巨大的烟火，不一会儿整条轮船都燃烧起来。廖传枢指燃烧倾覆的是三北公司的渤海轮，上面装载有炮兵营、通信营、第二师师部和第五、第六团。炮兵营先上，且在下舱，全部烧光，其它跳入水中淹死的也不少。步兵团开始登船就起了火，吃亏较小。起火的原因是这条船装汽车到葫芦岛卸下，地板上多被汽油漏湿，船上没有开灯，有人点上蜡烛；随着登船的人越来越多，船底触河底失去平衡，船员要求向外侧疏散，无人理会，蜡烛因船身倾斜而倒地起火，迅速蔓延，人各逃命，无法挽救。另一说：凌晨4时许，装运第2师的“宣怀”号商轮突然起火爆炸，中舱和底轮的2,000余人葬身火海，只有甲板和上舱人员得以逃生。刘玉章在《东北戡乱战争亲历记》回忆：“各单位上船完毕，待命发航之际，忽第二师所乘的宣怀号轮起火，陡见浓烟弥漫，火光冲天。好在船未离岸，人员尚可纷纷撤离。惟炮兵营装于舱底，惨痛损失自在意中，后据报第二师下船人员，均自动保持建制，并在码头附近占领阵地，防匪袭击，其临危不乱，时时不忘战斗的精神，可圈可点。我目睹宣怀号起火，然而我是在太康号轮上，焦灼如焚，徒呼奈何……我遭遇过不少艰困忧伤之事，从未轻易弹泪，但这次宣怀号起火，眼看多年同生共死患难弟兄，陷于无助的死地，或将作毫无价值的牺牲，不觉潸潸泪下。”辽南独立第二师师长左叶在《忆辽沈战役中的独立二师》一文中写：“……我同参谋长商量，要设法抓一个了解内情的敌军官。参谋长立即派师侦察连谢连长带上一个侦察班去执行此项任务……拂晓前抓回一名敌军官。据这名俘虏交待：当晚第五十二军已开始登船，由于逃命心切，秩序十分混乱，致使一艘轮船失火烧毁。”据国营轮船招商局1948年11月11日《业务通讯》第4号第3页载：“‘宣怀轮’在营口应军差，船内弹药、汽油夹杂堆放，所载国民党军人也格外拥挤，11月2日晨，该轮在营口太古码头起火，汽油弹药相继爆炸，无法扑救，船上船员死亡20人，‘宣怀’轮被毁。”第2师师长尹先甲混入别的船，撤到葫芦岛后未再露面。11月2日5点钟，潮涨水深，营口河港的各船起锚开航，发现辽河东岸飞机场西南有大批无法登船的部队麇集成团。“中基”号在“太康”号和“永兴”号的炮火掩护下于当日7时20分最后出港。许多未来得及上船的国军官兵举枪向舰船射击，舰上也开炮回敬，不少人死于自相残杀之中。11月2日上午10点钟刘玉章、军政治主任陈炳寰、军参谋长廖传枢换乘“重庆号”轻巡洋舰与海军总司令桂永清见面。海军舰艇护运第五十二军军部及第25师(缺1个团)、军直特务团共一萬多人撤葫芦岛，至1948年11月2日上午10时许，营口陆上战斗全部结束，留在营口的第2师、第25师1个团及军直人力输送团等部损失，第九纵队在营口共歼1.48万余人。11月2日下午16点，廖传枢登上驳轮到葫芦岛见杜聿明，报告撤退和失火经过。11月5日第5团团长郭永和和第6团团长侯程达、張晴光残部五六百人自行找木帆船抵达葫芦岛。郭永和升第2师师长，侯程达继任军参谋长。敵前海上撤退雖可以算是成功，被誉为东北的“敦克尔克大撤退”，但是可以預期的是輜重幾乎全失，後來再船運至江南常州整補。
回顧內戰東北戰場，第五十二軍除了第25師先後兩次慘敗之外，與東北野戰軍交手勝多敗少，但再多的戰術勝利也無法彌補國府戰略上的錯誤。
1948年11月9日辽南贸易公司派遣刘少逸等人负责善后、修理被烧毁的“宣怀”轮，没有炮弹击中的痕迹，甲板无烧过痕迹，只有船舱有过火痕迹。1949年9月该船修好，经近海试船后交给大连的辽南贸易公司使用。
在葫芦岛，杜聿明副長官將新成立的第296師劉梓皋部撥歸第五十二軍建制。該師僅有各半數之2個團，且係接收新兵未久。第五十二軍於葫蘆島休整3日，奉命乘輪航運上海，分駐丹陽、無錫、常州、蘇州一帶整訓，軍部駐武進。南京国防部優先補充，故未及兩個月，第五十二军人員裝備均獲齊全。刘玉章對第296師特予優遇，除優先予以補充外，另成一個團，使該師成為三個團的建制完整部隊。
1949年5月上海戰役期間，第五十二軍於月浦之戰造成解放軍重大損失。

### 在台湾时期
1949年5月27日，在軍長劉玉章率領下，先撤到舟山，後至臺灣，同年6月再到澎湖，是以完全建制能保持戰力來臺之部隊，雖然如此，實際上全軍上下大約只從上海撤出一萬人。後來陸軍先後將首都榮譽團士兵、第七補訓總隊第二團、第七十三軍殘部撥補第五十二軍充實戰力。
1954年7月1日，中華民國陸軍在臺灣實施大規模的整編，第五十二軍番號改編為陸軍第八軍（與抗戰時期的李彌第八軍毫無關係），1956年更動番號為陸軍第三軍，1976年先更動番號為陸軍第十一軍，再改為陸軍第六十九軍。1989年軍級單位裁撤，時駐地為臺灣臺北。來臺後也少有實戰經驗，但第八軍軍部輪調至金門時，曾經歷1954年9月3日砲戰、10月5日砲戰與1955年1月2日砲戰。
1955年11月以後，軍部所屬師級部隊不再固定，軍建制部隊僅為軍司令部及軍直屬部隊。第二師番號後來變更為第三十三師、第三三三師，代號為埔光部隊，素有「天下第一師」稱號（因第一師覆滅未撤退來臺）；第二十五師變為第三十四師、第二三四師，代號為長城部隊；兩師皆為國軍主力。
1997年7月1日至2001年6月30日，實施「精實案」師級單位裁撤後，留下8個師級指揮機構（第三十三、三十四師為其中兩個），聯合兵種旅成為高階戰術單位，埔光部隊（黃埔之光）保有一旅：第二九八旅，改代號埔傳部隊；長城部隊（紀念長城戰役古北口之役）保有一旅：第二百旅，改代號古北部隊。2004年1月實施「精進案」，裁撤師級指揮機構，2013年4月1日，第二百旅再次更換番號為陸軍機械化步兵第二三四旅，代號回復為長城部隊。2013年7月1日，第二九八旅更換番號為陸軍機械化步兵第三三三旅，代號回復為埔光部隊。

## 長官
歷任軍長從成軍至撤臺初期為關麟徵、張耀明、趙公武、梁愷、覃異之、劉玉章、郭永。
在臺歷任軍長依序為侯程達、張光智、田樹樟、郝柏村、胥立勛、丁恩元、張道一、張振遠、蔣仲苓、夏超、梁鳳彩、李君志、柏隆櫃、羅本立、黃世忠、王文燮、張前廣、張光錦、梁世銳。

## 組織與主官異動
抗日戰爭整編成軍至國共內戰上海戰役前：
1937年7月（駐地陝西咸陽）：軍長關麟徵，副軍長張耀明。第二師師長鄭洞國，第二十五師師長張耀明。
1938年10月：軍長張耀明，副軍長趙公武。第二師師長趙公武，第二十五師師長張漢初，第一九五師師長梁愷（新調入，由河南保安團編成）。
1943年2月（駐地雲南）：軍長趙公武，副軍長梁愷。第二師師長劉玉章，第二十五師師長姚國俊，第一九五師師長鄭明新。
1945年8月（駐地雲南文山）：軍長趙公武，副軍長梁愷。第二師師長劉玉章，第二十五師師長劉世懋，第一九五師師長陳林達。
1947年6月（駐地東北）：軍長梁愷，副軍長劉玉章、鄭明新。第二師師長劉玉章，第二十五師師長胡晉生，暫編第五十八師師長王家善（由原滿洲國軍改編）。第一九五師調離第五十二軍建制，擴編為國民革命軍新編第五軍。
1948年3月（駐地東北）：軍長劉玉章，副軍長平爾鳴。第二師師長平爾鳴，第二十五師師長李運成，暫編第五十四師師長黃建墉（暫編第五十八師投共，重建暫編第五十四師調入第五十二軍建制）。
1949年4月（駐地上海）：軍長劉玉章，副軍長李運成。第二師師長郭永，第二十五師師長李有洪，第二九六師師長劉梓皋（暫編第五十四師後改調國民革命軍新編第八軍建制，於錦州覆滅，第二九六師在第五十二軍撤至葫蘆島時調入）。
1949年5月25日，陸軍第五十二軍由上海撤往舟山後：
1950年7月（駐地桃園中壢）：軍長劉玉章。轄第二師師長郭永、第二十五師師長李有洪、第四十師師長張文博。
1954年7月（駐地福建金門）：改稱「陸軍第八軍」，軍長郭永。轄第三十三師〔第二師與第四十師之一部改編〕師長侯程達、第三十四師〔第二十五師與第四十師之一部改編〕師長張文博、第六十八師〔第三三九師改編〕師長汪奉曾。
1956年6月（駐地臺北樹林）：改稱「陸軍第三軍」，軍長郭永。轄第三十三師師長杭世騏、第五十七師師長陳德煌、第五十八師師長孫竹筠。
1976年1月（駐地福建馬祖）：改稱「陸軍第十一軍」，軍長梁鳳彩。轄第三十七師師長葉昌育、第五十三師師長孫建功、第六十五師師長程邦治。
1976年8月（駐地臺灣臺北）：改稱「陸軍第六十九軍」，軍長李君志。轄第三三三師師長陶光遠、第一二七師師長葉昌育、第二八四師師長何清中。
1989年7月（駐地臺灣臺北）：第六十九軍司令部裁撤〔陸精七號案〕，軍長梁世銳。

### 引用
1. ↑  孫建中，《國民革命軍陸軍第五十二軍軍史》，台北，國防部史政編譯室，2003年，第5-49頁
2. ↑  "國民革命軍陸軍第五十二軍軍史"，第12-15頁
3. ↑  "國民革命軍陸軍第五十二軍軍史"，第29-32頁
4. ↑  "國民革命軍陸軍第五十二軍軍史"，第32頁
5. ↑  "國民革命軍陸軍第五十二軍軍史"，第35頁
6. ↑  "國民革命軍陸軍第五十二軍軍史"，第51頁
7. ↑  "國民革命軍陸軍第五十二軍軍史"，第52頁
8. ↑  劉玉章，《戎馬五十年：劉玉章回憶錄》，台北，陸軍印製廠，1977年，第113頁
9. 1 2  第五十二军原参谋长 廖传枢：“国民党第五十二军营口撤逃记”，发表于：中国人民政治协商会议全国委员会文史资料研究委员会《辽沈战役亲历记》编审组编 《辽沈战役亲历记》，中国文史出版社，1985年版
10. ↑  "國民革命軍陸軍第五十二軍軍史"，第224-225頁
11. ↑  "國民革命軍陸軍第五十二軍軍史"，第230頁
12. 1 2 3 4  刘玉章：《东北戡乱战争亲历记》[修订本]]。
13. ↑  "國民革命軍陸軍第五十二軍軍史"，第271-273頁
14. ↑  《戡乱战史（五）：东北地区作战（下）》，国防部史编局，1980年，第447-8页
15. ↑  張晴光，《血戰餘生》，台北，台灣商務印書館，1985年，第271頁
16. ↑  "血戰餘生"，第272頁
17. ↑  《国民党海军参与辽沈战役之行动》
18. ↑  .   [2022-03-31]. （原始内容存档于2020-01-28）.
19. ↑  "國民革命軍陸軍第五十二軍軍史"，第294頁
20. ↑  张晴光：《血战余生》，台湾商务印书馆，1985年版
21. ↑  "戎馬五十年：劉玉章回憶錄"，第219頁
22. ↑  "國民革命軍陸軍第五十二軍軍史"，第295頁
23. ↑  .   [2022-03-31]. （原始内容存档于2022-03-31）.
24. ↑  "國民革命軍陸軍第五十二軍軍史"，第303-316頁
25. ↑  陳鴻獻等，《陸軍軍官學校第四軍官訓練班官生訪問紀錄》，"第五十二軍排長郭宗富訪問紀錄"，台北，國防部史政編譯室，2003年，第498頁; 郭為第五十二軍二九六師師長劉梓皋之表弟
26. ↑  "國民革命軍陸軍第五十二軍軍史"，第339頁
27. ↑  "國民革命軍陸軍第五十二軍軍史"，第342頁
28. ↑  "國民革命軍陸軍第五十二軍軍史"，第348頁
29. ↑  "國民革命軍陸軍第五十二軍軍史"，第352-353頁
30. ↑  "國民革命軍陸軍第五十二軍軍史"，第341頁
31. ↑  "國民革命軍陸軍第五十二軍軍史"，第339-351頁